# 春山哲也
春山 哲也（はるやま てつや、1964年 - ）は、日本の工学者。九州工業大学大学院生命体工学研究科教授。

## 経歴
＜主たる経歴＞
1993年：東京工業大学大学院理工学研究科 博士課程修了（工学博士）。
1993年：東京工業大学生命理工学部 助手。2001年：九州工業大学大学院生命体工学研究科 助教授。2002年：九州工業大学大学院生命体工学研究科 教授。
＜主たる併任＞
2002年：クランフィールド大学（英国） 客員教授（Visiting Professor）、2002年：国立環境研究所 客員研究員。2007年：九州工業大学 先端エコフィッティング技術研究開発センター長、2007年：物質・材料研究機構 リサーチアドバイザー。
2010年：九州工業大学 研究戦略検討会議長。2013年：九州工業大学 教育研究評議会評議員（重点研究プロジェクト担当）。2013年：九州工業大学 イノベーション推進機構副機構長。

## 主要な研究業績
- 新たな水分解（水素製造）技術「Noble gas Plasma-Collisional Splitting (NgPCS)」を開発[2]
- 「元素循環化学」のコンセプトを提唱[3]
- アンモニアの新しい合成法「相界面反応（Plasma/Liquid (P/L) reaction）」を発明開発[4][5][6][7][8][9][10][11][12][13][14]
- 酸素ラジカルの高濃度生成法・曝露法の開発[15][16]、同法のプロセス装置「Radical Vapor Reactor」の開発・実用化[17]、それによるケミカルフリー化学プロセスの提唱と開発[18][19]
- 二酸化炭素の電解還元による資源化技術を開発[20][21][22][23][24][25]
- 「有機分子の電気化学固定化法（EC tag法）」を開発[26][27]
- 揺動性固定化分子による固定化分子の高活性化および分子-電極間の電子移動効率の向上[28][29]
- 「定質分析」のコンセプト提唱と定質センサ技術の開発[30][31][32][33][34][35][36]
- 電極－分子間の電子移動速度の向上と分子構造の関係[37]

## 著書
- 春山哲也 編著『SDGsと化学：元素循環からのアプローチ』丸善出版 ISBN	978-4-621-30775-5　（2022年12月）
- 吉田蒼馬、高辻󠄀義行、春山哲也、水と窒素から常温・常圧・無触媒でアンモニア合成できる相界面反応 ～アンモニアと水素の同時合成から酸素ラジカルの高濃度生成までの多様なアプリケーション（第3章 第10節）～、『アンモニアの低温・低圧合成と新しい利用技術』技術情報協会刊 ISBN 978-4-86104-953-8 （2023年5月）
- 『細胞・生体分子の固定化と機能発現』シーエムシー出版 ISBN 978-4-7813-1326-9（2018年04月）
- Tetsuya Haruyama (Chapter Author: Vol.3, Chapter 37), “Molecular Functionalization of Interfaces between Different Phases from the Standpoint of Functional-Interface Engineering” in Encyclopedia of Physical Organic Chemistry, Ed. By W. Zerong, Wiley, NJ, USA. (2017.6)
- 春山哲也 分担執筆『バイオセンサの先端科学技術と新製品への応用開発』技術情報協会（2014年04月）
- 春山哲也 分担執筆・編集委員長『これからの技術と需要をつなぐものエコノミー & エコロジー from エコフィッティング』西日本新聞社 ISBN 978-4816708442（2012年03月）
- 春山哲也 分担執筆・編集委員長『九工大世界トップ技術Vol.2』、国立大学法人九州工業大学編、西日本新聞社刊（福岡）2008.4.4
- 春山哲也 分担執筆・編集委員長『九工大世界トップ技術Vol.1』、国立大学法人九州工業大学編、西日本新聞社刊（福岡）2006.6.14
- 春山哲也 分担執筆『環境・エネルギー材料　ハンドブック』オーム社 ISBN 978-4-274-20985-7（2011年02月）
- 春山哲也 分担執筆『セラミックス機能化ハンドブック』エヌ・ティー・エス出版（東京）2011.1.21
- T. Haruyama (Captor Author in Captor 15), NanoBioTechnology; BioInspired Devices and Materials of the Future, Eds. by Oded Shoseyov, Ilan Levy, Springer Nature, July 2007

## 特許
- 相界面反応装置、植物栽培装置及び反応生成物製造方法、発明者：春山哲也ほか、日本特許 6971717
- 相界面反応を用いた反応生成物製造方法及び相界面反応装置ならびに二次反応生成物製造方法、発明者：春山哲也：日本特許 6661534
- 同、オーストラリア特許 2015282298
- 同、中国特許 ZI2015 8 0044876.9
- 同、欧州特許 3162435
- 同、インド特許 341937
- 同、ARIPO特許 AP5478
- 同、OAPI特許 18139
- 同、カナダ特許 05282870-2CA
- 生体分子固定化およびその利用、発明者：春山哲也、中国特許 930999
- 化学反応触媒担体を用いたリン酸結合類の測定方法、発明者：春山哲也、日本特許 4755097
- 生体分子固定化およびその利用、発明者：春山哲也、米国特許 US7,919,332 B2
- 生体分子固定化およびその利用、発明者：春山哲也、日本特許 4300325

## 所属学会
- 米国電気化学会
- 化学工学会
- エネルギー・資源学会
- 電気化学会
- 化学センサ研究会
- 日本化学会

## 受賞
- 2025年3月、『技術賞（棚橋賞）』を受賞[38]。電気化学協会(現 電気化学会)の第二代会長である棚橋寅五郎博士の名前を冠して、昭和25年に電気化学協会（現在の公益社団法人 電気化学会）に設けられた学術賞。同賞は、公益社団法人 電気化学会により、電気化学および工業物理化学を基礎とする技術開発に顕著な業績をあげた個人に授与される学術賞。 受賞理由：「活性酸素の高濃度生成反応の発見および曝露プロセスの確立とRadical Vapor Reactorの実用化」
- 2025年2月、『電気化学会フェロー』称号を授与された[39]。電気化学会フェローの称号は、特に顕著な学術的または実用的成果を挙げた電気化学会会員に授与。
- 2024年7月、『衛藤細矢記念賞』を受賞。授賞理由：本賞は日本国の自然科学・技術を大きく発展させる基盤技術の基礎研究と産業技術化の両面において顕著な功績があり、更にその成果が、今後さらに大きく進展することが期待できる個人または団体に対して、公益財団法人 双葉電子記念財団[40]より正賞と副賞が授与される。 春山教授は、相界面反応の発見とその学術的深化に加え、産業技術として発展させ、さらに元素循環化学という学術と産業とを結ぶ学術分野を創成したことが評価されての受賞。
- 2011年1月、公益社団法人電気化学会 化学センサ研究会『清山賞』を受賞。授賞理由：マクロ分子界面の構造と機能の構築と定質という新しいセンサ技術への発展。
- 1999年5月、’99アジア電気化学国際会議（’99ACEC）『優秀賞』受賞。受賞研究：Electron Transfer between Cu［II]／Flavin Complex and an Electrode－Designing an Atomic Interface.[41][42]